# Кода алла ваччинара
Ко́да алла́ ваччина́ра (итал. Coda alla vaccinara) — блюдо из тушёных бычьих хвостов наподобие жаркого или стью в римской кухне. Включает различные овощи, особенно сельдерей. Его можно встретить в тратториях римских районов Тестаччо и Трастевере

## Этимология
Coda, по-итальянски, означает «хвост», vaccinaro — на римском диалекте «мясник».
Coda alla vaccinara изначально было фирменным блюдом vaccinari, мясников района Регола в Риме, до такой степени, что жителей этого района на романском диалекте magnacode прозвали «пожирателями хвостов».
Хвост считается субпродуктом, которые в Риме прозвали quinto quarto («пятая четверть»). Название «пятая четверть» имеет несколько объяснений. Во-первых, субпродукты составляют примерно четверть веса туши. Во-вторых, до Нового времени при разделке скота в Риме первый сорт предназначался для продажи дворянам, второй — духовенству, третий — буржуазии, четвёртый предназначался для солдат, бедняки мог себе позволить только внутренности. Мясникам бойни платили мало и доплату производили этими частями туши, из которых был создан ряд рецептов.

## Приготовление
Бычий хвост пропаривают, а затем варят на медленном огне с большим количеством сельдерея (обычно 1,5 кг сельдерея на каждый килограмм хвоста), моркови и ароматных трав. Добавляют помидоры и красное вино, а затем смесь готовят дальше с софрито из лука, чеснока, панчетты и некоторых других ингредиентов. Готовят до тех пор, пока мясо не будет легко отделятся от костей. Приправляют корицей, мускатным орехом и чёрным перцем и украшают кедровыми орешками.
В других рецептах хвосты обжариваются, а затем тушатся с овощами.
Блюдо обычно готовят с кисло-сладким вкусом, обычно с использованием изюма, иногда цукатов или небольшого количества тёртого горько-сладкого шоколада или какао. Коду обычно готовят заранее и разогревают.
Мясную подливу, в которой тушился хвост, можно использовать в качестве соуса для пасты ригатони, блюдо называется rigatoni al sugo di coda.